# Грисайм-пре-Мольсайм
Грисайм-пре-Мольсайм (фр. Griesheim-près-Molsheim) — коммуна на северо-востоке Франции в регионе Гранд-Эст (бывший Эльзас — Шампань — Арденны — Лотарингия), департамент Нижний Рейн, округ Мольсем, кантон Мольсем.
Площадь коммуны — 4,62 км², население — 1904 человека (2006) с выраженной тенденцией к росту: 2151 человек (2013), плотность населения — 465,6 чел/км².

## Население
Население коммуны в 2011 году составляло 2077 человек, в 2012 году — 2125 человек, а в 2013-м — 2151 человек.
| 1962 | 1968 | 1975 | 1982 | 1990 | 1999 | 2006 | 2008 | 2011 | 2012 | 2013 |
| ---- | ---- | ---- | ---- | ---- | ---- | ---- | ---- | ---- | ---- | ---- |
| 766  | 802  | 1094 | 1309 | 1503 | 1722 | 1904 | 1955 | 2077 | 2125 | 2151 |

Динамика населения:

## Экономика
В 2010 году из 1375 человек трудоспособного возраста (от 15 до 64 лет) 1050 были экономически активными, 325 — неактивными (показатель активности 76,4 %, в 1999 году — 72,7 %). Из 1050 активных трудоспособных жителей работали 982 человека (520 мужчин и 462 женщины), 68 числились безработными (30 мужчин и 38 женщин). Среди 325 трудоспособных неактивных граждан 109 были учениками либо студентами, 134 — пенсионерами, а ещё 82 — были неактивны в силу других причин.

## Достопримечательности (фотогалерея)

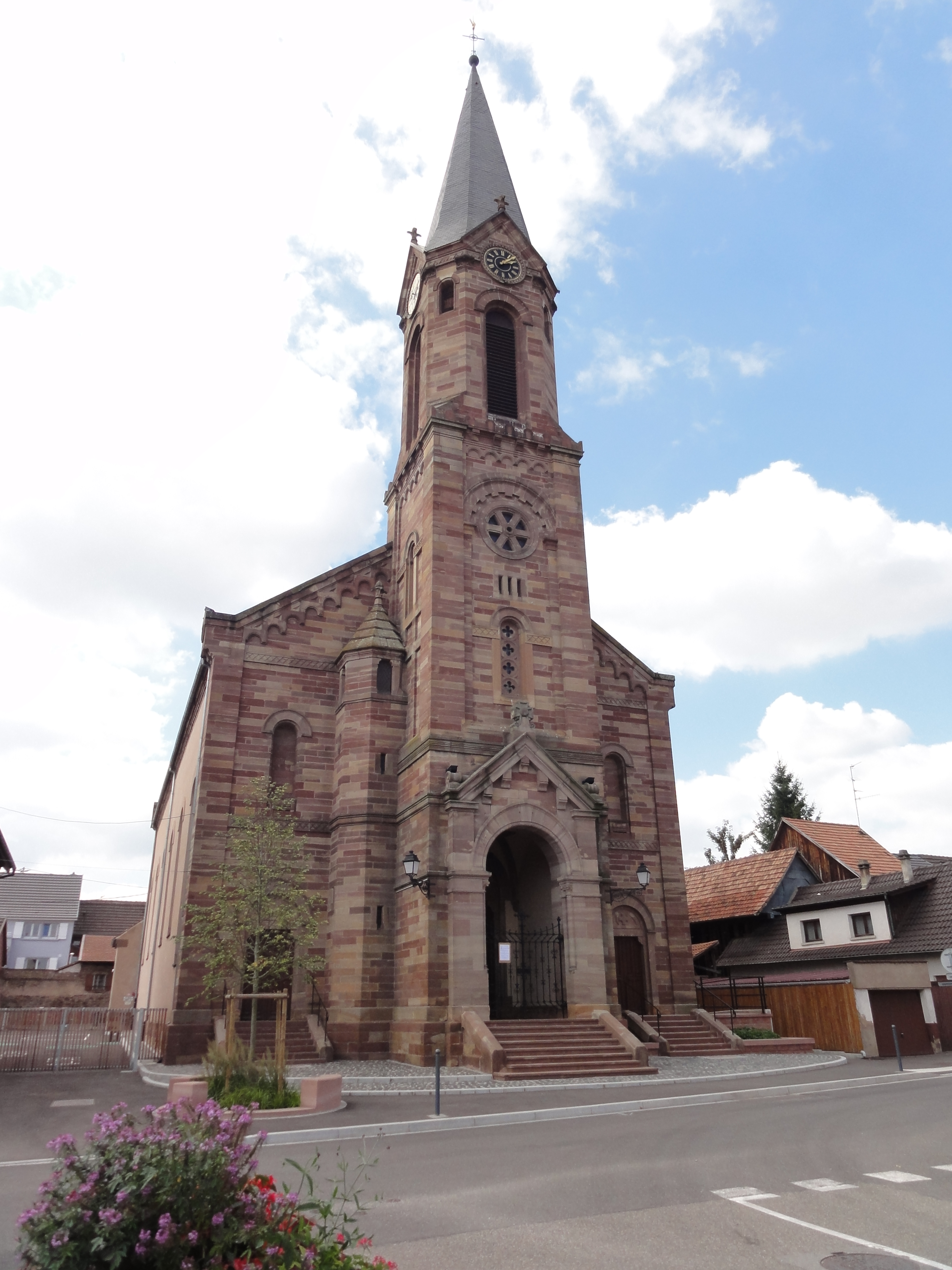
Церковь
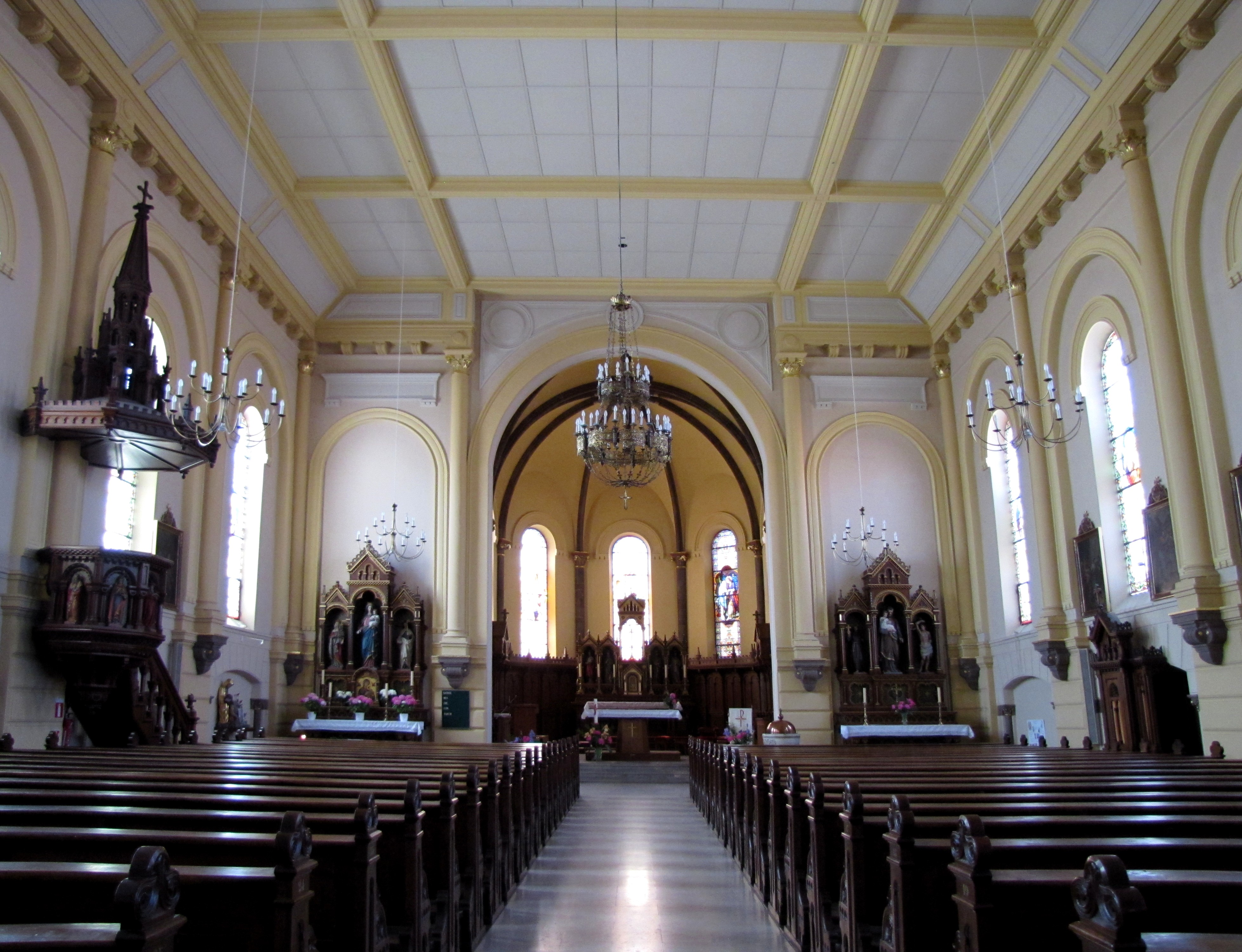
Интерьер
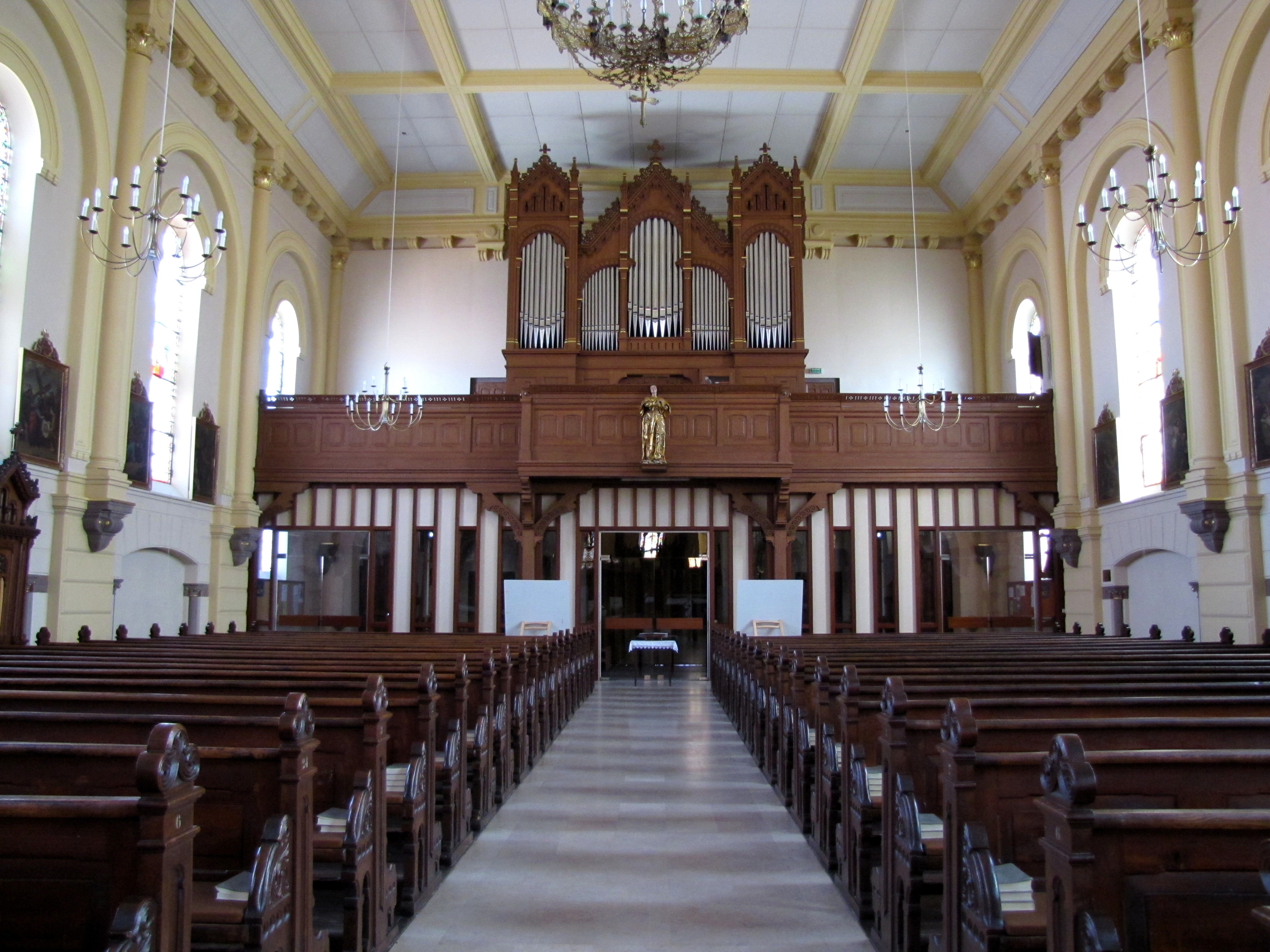
Орган